# Montanhas Azuis (Jamaica)
Montanhas Azuis (em inglês: Blue Mountains) são a maior cordilheira da Jamaica. O seu ponto culminante é o pico Blue Mountain, com 2256 m de altitude. O cume é acessível por um trilho, e dele podem ser vistas as costas norte e sul da ilha. Em dias de céu límpido pode mesmo ver-se a ilha de Cuba, a 210 km de distância.
As Montanhas Azuis dominam o relevo do terço oriental da Jamaica, elevando-se da planície costeira em apenas 16 km, produzindo um dos declives mais acentuados do mundo. A região oferece um clima mais fresco que o da capital Kingston, com a temperatura a descer de cerca de 27°C ao nível do mar para 5°C no pico mais alto da cordilheira, a apenas 16 km da costa.
A região produz o famoso café Jamaica Blue Mountain, um dos mais prestigiados do mundo, introduzido na ilha em 1728.
Em conjunto com as montanhas John Crow, as Montanhas Azuis integram o sítio classificado pela UNESCO como Património Mundial denominado Montanhas Azuis e John Crow.